# Michiel van Mierevelt

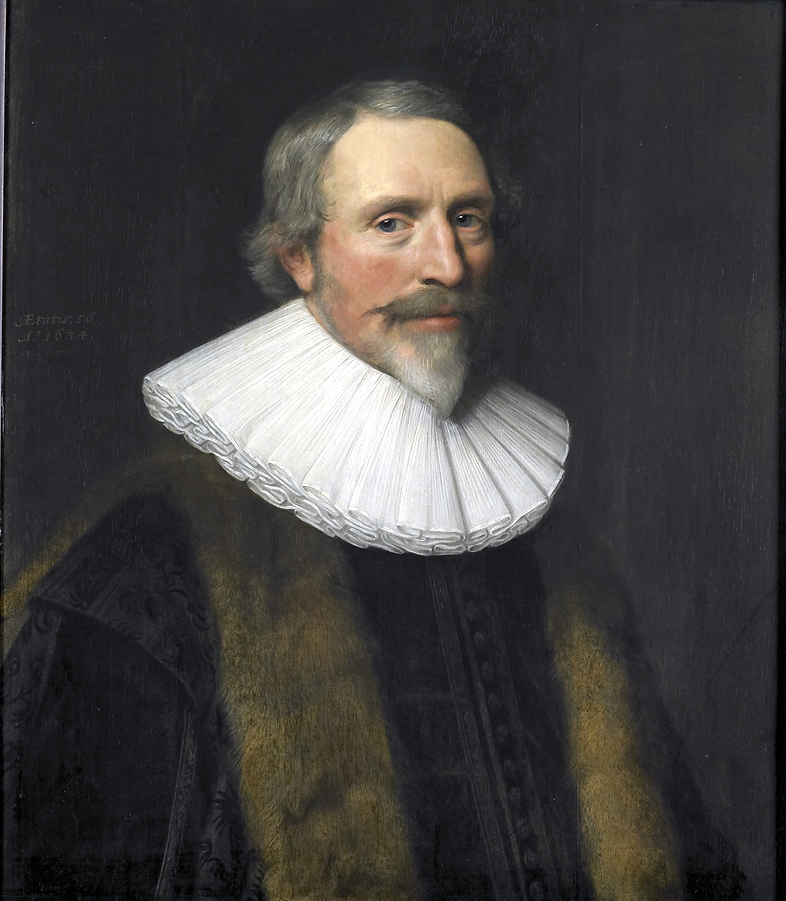
Ritratto di Jacob Cats (1634)

Michiel Jansz. van Mierevelt o Miereveld o Miereveldt (Delft, 1º maggio 1566 – Delft, 27 giugno 1641) è stato un pittore e disegnatore olandese del secolo d'oro.

## Biografia

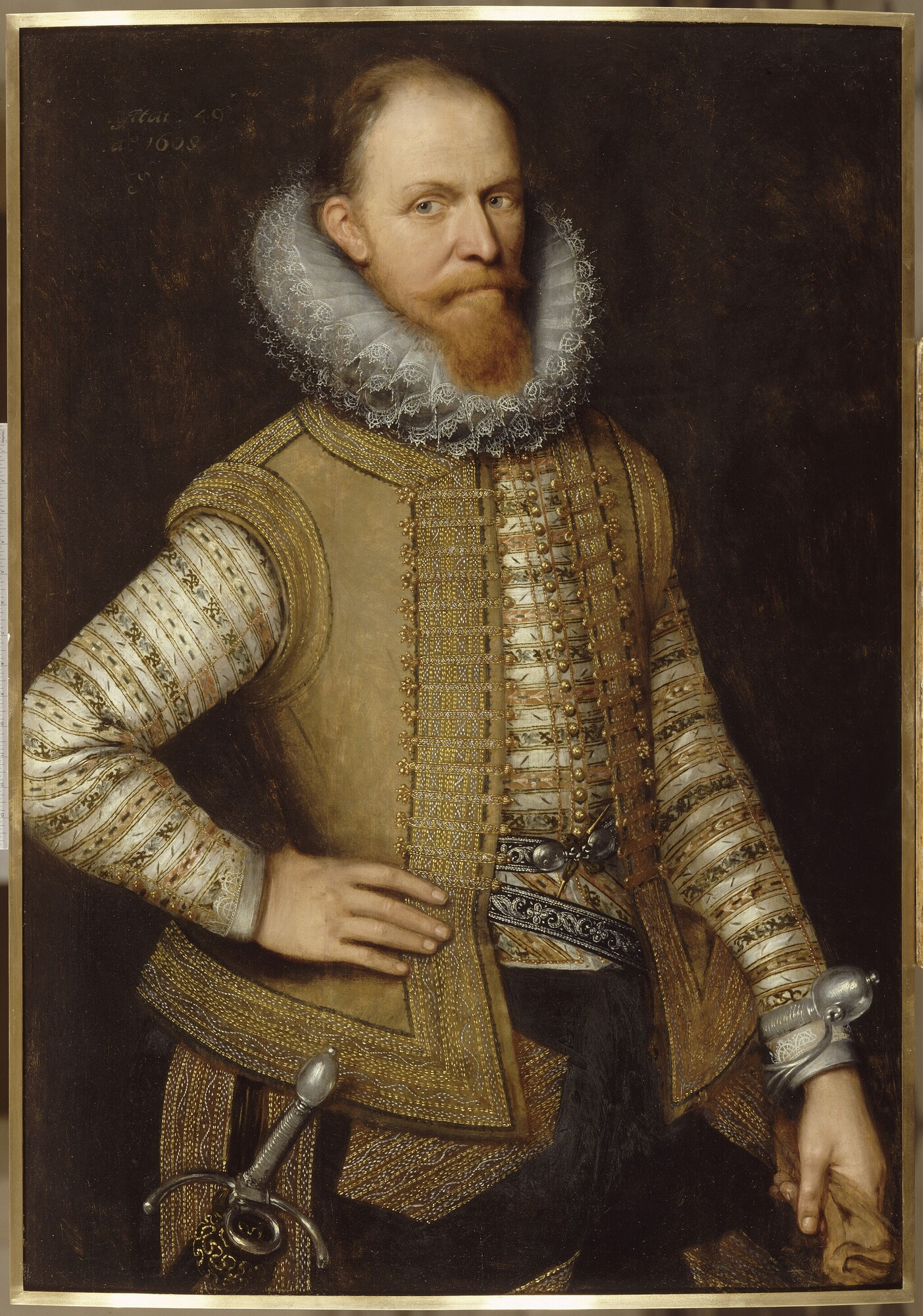
Ritratto di Maurizio di Nassau

Figlio di un orafo di Delft e allievo dei pittori locali Willem Willemsz. e Augustijn tra il 1578 e il 1581 e successivamente di Anthonie Blocklandt van Montfoort a Utrecht tra il 1581 e il 1583, operò soprattutto a Delft e, occasionalmente, all'Aia su richiesta della corte: divenne infatti ritrattista della Casa d'Orange-Nassau dal 1607. La presenza dello Stadtholder e della sua corte alternativamente a Delft e all'Aia, fecero di queste città i centri principali della pittura ritrattistica olandese nei primi anni del XVII secolo.
Nel periodo 1583-1585 Miereveld divenne membro della Corporazione di San Luca della sua città natale e nel 1589 si sposò. Tra il 1625 e il 1634 fu all'Aia, dove nel 1625 entrò a far parte della locale Gilda, pur vivendo soprattutto a Delft dove si risposò nel 1633.
Dopo essersi inizialmente dedicato alla rappresentazione di soggetti mitologici, si specializzò nella pittura di ritratti eseguiti spesso a busto e senza mani, con una resa estremamente precisa dei dettagli dell'abbigliamento e giocando sul contrasto tra i pizzi bianchi e gli abiti neri. Queste opere furono spesso riprodotte in più copie nel suo atelier, anche sotto forma di incisione, in particolare dal genero Willem Jacobsz Delff. Fu anche autore di composizioni a soggetto storico e manieriste, ma fu noto soprattutto per i suoi ritratti, divenendo uno dei più importanti ritrattisti olandesi del XVII secolo. La sua notorietà, enfatizzata anche dal suo ruolo di pittore di corte, gli portò commissioni non solo dalla nobiltà olandese, ma anche da visitatori stranieri, tra cui eminenti cittadini inglesi. Autore estremamente prolifico ed apprezzato, si stima abbia eseguito circa 10.000 ritratti. Le sue opere rivelano l'influenza di Hendrick Goltzius, Bartholomäus Spranger e Anthonie Blocklandt van Montfoort.
Ebbe molti allievi, tra cui David Beck, Pieter Dircksz Cluyt, Jan Daemen Cool, Jacob Willemsz Delff II, Nicolaes Cornelisz van Delff, John Hayls, Jan van Mierevelt, Pieter Michielsz van Mierevelt, Daniel Mytens, Paulus Moreelse, Johan Dircksz van Nes, Cornelius Neve II, Anthonie Palamedes e Hendrick Cornelisz van Vliet.
Furono suoi seguaci Jan Daemen Cool, Laurens van der Plas e Jan Antonisz van Ravesteyn. Subirono la sua influenza Nathaniel Bacon, Paulus Moreelse, Gerrit van Honthorst, Willem van der Vliet e Boetius Bolswert.

## Alcune Opere
- Il giudizio di Paride, 1588, Stoccolma[3]
- Ritratto di Ambrogio Spinola, olio su tela, 119 x 87,5 cm, 1609, Rijksmuseum, Amsterdam[8]
- Lezione di anatomia del dottor Willem van der Meer, olio su tela, 150 x 225 cm, 1617, Museo Het Prinsenhof, Delft, in collaborazione col figlio Pieter[9]
- Ritratto di Elisabetta di Boemia, olio su tela, 1623, National Portrait Gallery, Londra[10]
- Ritratto di giovane donna, olio su tavola, 70 × 58 cm, 1630, Kunsthistorisches Museum, Vienna[11]
- Ritratto di Ugo Grozio, olio su tavola, 64,8 × 55,3 cm, 1631, Museo Het Prinsenhof, Delft[12]
- Ritratto di Jacob Cats, olio su tavola, 68 × 58 cm, 1634, Museum Catharijneconvent, Utrecht
- Ritratto di Maurizio di Nassau, olio su tela, 106 × 75 cm, Reggia di Versailles, Versailles
- Ritratto di Horace Vere, olio su tela, 86,9 x 64,9 cm, National Portrait Gallery, Londra